# Tom Schulman
Pour les articles homonymes, voir Schulman.
Tom Schulman est un réalisateur, producteur, producteur exécutif et scénariste américain né le 20 octobre 1950 à Nashville (dans le Tennessee).

## Filmographie

### En qualité de réalisateur
- 1997 : 8 têtes dans un sac (8 Heads in a Duffel Bag)

### En qualité de scénariste
- 1989 : Le Cercle des poètes disparus (Dead Poets Society), de Peter Weir.
- 1989 : Chérie, j'ai rétréci les gosses (Honey, I Shrunk the Kids), de Joe Johnston.
- 1989 : Détectives en folie (Second Sight), de Joel Zwick.
- 1991 : Quoi de neuf Bob ? (What About Bob ?), de Frank Oz.
- 1992 : Medicine Man, de John McTiernan.
- 1997 : 8 têtes dans un sac (8 Heads in a Duffel Bag), de Tom Schulman.
- 1998 : Mister G. (Holy Man), de Stephen Herek.
- 2004 : Bienvenue à Mooseport (Welcome to Mooseport), de Donald Petrie.
- 2008 : Anatomy of Hope (série télévisée, saison 1, épisode 1).

### En qualité de producteur
- 2004 : Bienvenue à Mooseport (Welcome to Mooseport), de Donald Petrie.

### En qualité de producteur exécutif
- 2000 : Fous d'Irène (Me, Myself & Irene)
- 2008 : Anatomy of Hope (série télévisée).

## Récompenses
- Oscar du meilleur scénario original pour Le Cercle des poètes disparus de Peter Weir
- Golden Globe du meilleur scénario pour Le Cercle des poètes disparus de Peter Weir
- British Academy Film Award du meilleur scénario original pour Le Cercle des poètes disparus de Peter Weir